# Grupa Zabezpieczenia Obszaru Granicznego
Grupa Zabezpieczenia Obszaru Granicznego (ZPU) – czechosłowacka formacja wojskowa, przeznaczona do zabezpieczenia granicy polsko-czechosłowackiej.
Jej głównymi zadaniami była blokada oddziałów Ukraińskiej Powstańczej Armii, próbujących przedostać się na teren Czechosłowacji oraz ukraińskiej ludności cywilnej, usiłującej chronić się przed akcją wysiedleńczą.

## Historia
Do połowy 1945 granica polsko-czechosłowacka nie była strzeżona przez obydwie strony. Później władze czechosłowackie rozmieściły wzdłuż granicy słabe posterunki Straży Celnej (FS) i Narodowego Bezpieczeństwa (NB). Dopiero 25 sierpnia 1945 dowództwo 10 DP wysłało z Koszyc kombinowany batalion w sile dwóch kompanii do zabezpieczenia Przełęczy Dukielskiej. 
13 grudnia 1945 rozkazem dowódcy IV Okręgu Wojskowego w Bratysławie utworzono Grupę Zabezpieczenia Obszaru Granicznego, liczącą 2500 żołnierzy. Podporządkowano jej również posterunki FS i NB.
Od stycznia 1946 Grupa otrzymała kryptonim „Janosik”, a od marca „Otto”, a jej skład stopniowo się zmniejszał, aż do 1616 żołnierzy w końcu marca.
18 kwietnia 1946 Grupa Operacyjna „Otto” została wzmocniona (do 7000 żołnierzy) i przemianowana na Grupę Operacyjną „Ocel”.
Dowódcą GO „Ocel” był płk Jan Heřman.

## Działanie
Grupa Operacyjna „Ocel” otrzymała zadanie ochrony granic Czechosłowacji, oraz wypędzenia za granicę oddziałów UPA. W tym celu zorganizowano linię obrony granicy na odcinku rzeka Poprad - Użok. Linia ta opierała się na utworzonym systemie punktów oporu (w sile od plutonu do kompanii), rozmieszczonych na prawdopodobnych kierunkach przemarszu oddziałów UPA.
Do kwietnia 1946 wojska polskie i czechosłowackie nie współpracowały. Dopiero po utworzeniu GO „Rzeszów” 29 kwietnia 1946 zorganizowano przygotowawcze spotkanie na granicy koło Dukli, a 6 maja 1946 naradę w Cieszynie. Na naradzie tej ustalono metody walki z UPA i udzielania pomocy w akcjach pościgowych, oraz formy łączności i znaki rozpoznawcze. 
12 maja 1946 wymieniono oficerów łącznikowych: polskim oficerem łącznikowym przy GO „Ocel” został mjr Jan Konieczny, a czechosłowackim przy GO „Rzeszów” - kpt J. Musil.
29 czerwca 1946 Grupę Operacyjną „Ocel” przemianowano na Grupę Operacyjną „Teplice”. We wrześniu 1946 przeprowadzono jej reorganizację, zmniejszając jej skład z 14 do 9 batalionów, w sile 4000 żołnierzy.